# HD 158259
HD 158259とは、りゅう座の方向に地球から88光年離れた場所に位置する恒星である。TOI-1462やHIP 85268などといった別名も持つ。
| 太陽 | HD 158259 |
| ---- | --------- |
| 太陽 | Exoplanet |

## 惑星系
| 名称 （恒星に近い順） | 質量              | 軌道長半径 （天文単位） | 公転周期 (日)   | 軌道離心率 | 軌道傾斜角 | 半径     |
| --------------------- | ----------------- | ----------------------- | --------------- | ---------- | ---------- | -------- |
| b                     | 0.0085 MJ         | —                       | 2.178           | —          | —          | 0.107 RJ |
| c                     | >0.0173±0.0019 MJ | —                       | 3.432037±0.0002 | —          | —          | —        |
| d                     | >0.0167±0.0022 MJ | —                       | 5.198           | —          | —          | —        |
| e                     | >0.0182±0.003 MJ  | —                       | 7.954           | —          | —          | —        |
| f                     | >0.0201±0.0041 MJ | —                       | 12.03           | —          | —          | —        |
| g (候補)              | >0.01894±0.005 MJ | —                       | 17.46           | —          | —          | —        |
| h (未確認)            | —                 | —                       | 374.32          | —          | —          | —        |

HD 158259には、b、c、d、e、fの5つの太陽系外惑星の存在が確認されており、惑星候補としてgが発見されている。これらの惑星は南フランスに位置するオート＝プロヴァンス天文台のSOPHIEのスペクトログラフによって発見され、TESSでも内側に位置する惑星が確認されている。これらの惑星はミニ・ネプチューンやスーパー・アースとされている。bからgの6つの惑星は3:2の軌道共鳴にあると考えられている。もっとも内側の惑星bは地球の約2倍程度の質量を持っており、他の5つの惑星は地球質量の6倍とされている。6つの惑星は主星から離れた位置で形成され、その後軌道が内側に移動したと考えられている。
他に、公転周期が約374日の未確認の惑星hがある。